# Одинцовский машиностроительный завод
«Одинцо́вский машинострои́тельный заво́д» (ООО «ОМЗ») был организован в январе 2003 года как завод для производства башенных кранов и изготовления технологической оснастки на базе ЗАО «СУ-155».
Предприятие специализируется на выпуске:
- Башенных кранов: КБ-515, КБ-515.05, КБ-420, КБ-515.10, КБ-585, КБ-605.
- Однобалочных мостовых кранов грузоподъёмностью до 10 т и пролетом до 22,5 м.

Также предприятие выпускает строительные бытовки, пункты мойки колес, металлоформы, колонны и фермы для строительных объектов Группы компаний «СУ-155».

## История

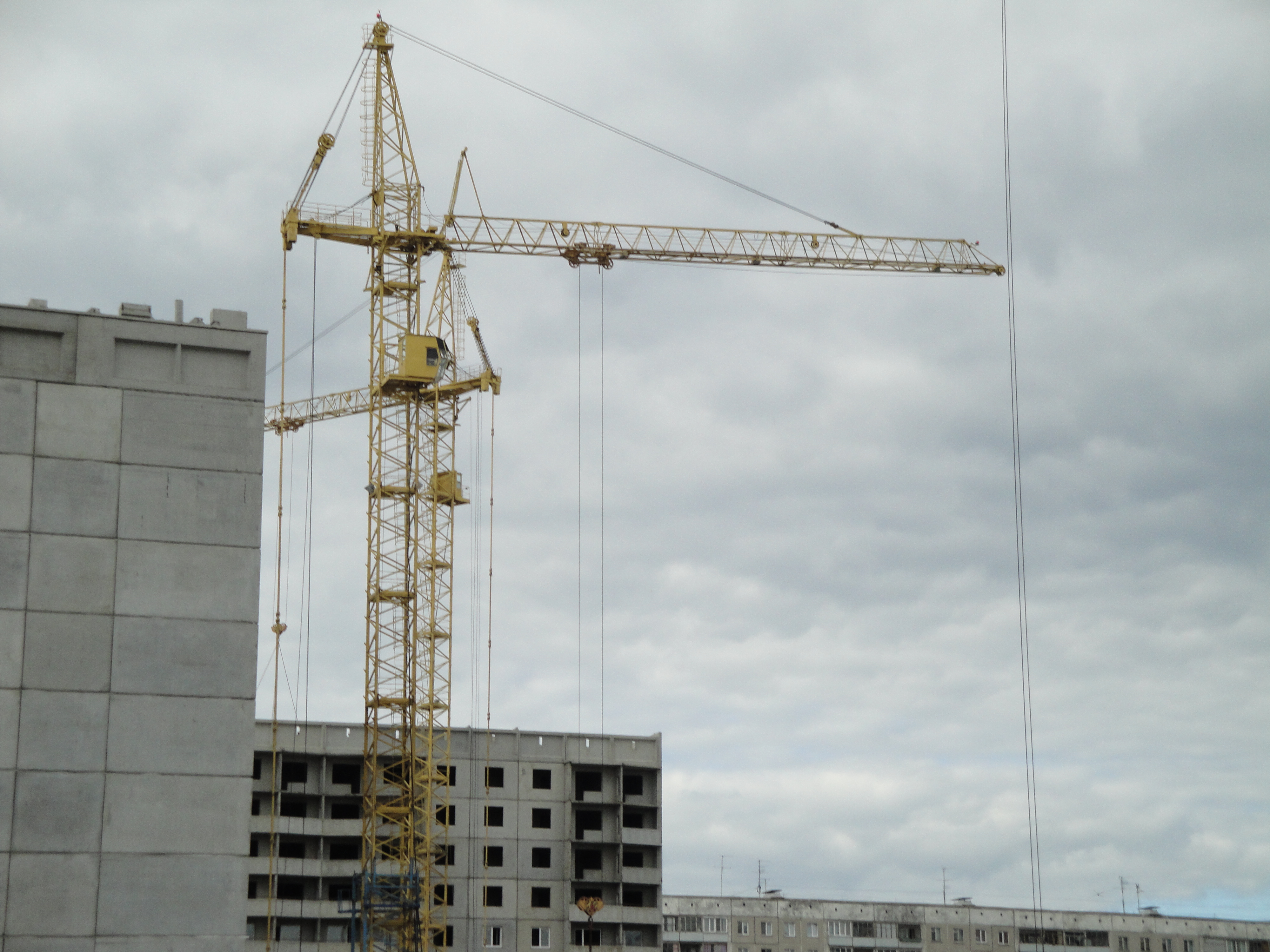
Два крана КБ-515

С 2003 года на заводе освоен выпуск башенного крана КБ-515 грузоподъёмностью 10 т, предназначенного для возведения 25-этажных зданий.
С 2004 года на заводе освоен выпуск башенного крана КБ-415-07 грузоподъёмностью 15 т для строительства подземной части зданий и зданий до 8 этажей.
Предприятие занималось расширением производства: в 2007 году возведён и оснащён новый цех для изготовления металлоконструкций, металлоформ и бортоснастки площадью более гектара.
В планах генерального руководства группы компаний, (далее - ГК) "СУ-155" было принято решение о переводе на всю территорию «ОМЗ» г. Одинцово, из г. Москвы перевести «Калибровский завод», также входивший с состав ГК "СУ-155", а производство башенных кранов сохранить в г. Кохма Ивановская обл... Но этим планам не суждено было сбыться... Так как глубокий кризис всей головной структуры ГК "СУ-155" привел к череде банкротств входящих в ее структурный состав дочерних компаний...
Определением Арбитражного суда Московской области от 10 апреля 2014 года, дело № А41-50843/13, ООО «Одинцовский машиностроительный завод» (143000, Московская обл., Одинцовский р-н, Одинцово г., Можайское ш., 8, ИНН 5032081481) признано несостоятельным (банкротом) как ликвидируемого должника и в отношении него открыто конкурсное производство сроком на 6 месяцев до 09 октября 2014 года. На конец 2017 года основные фонды бывшего предприятия в виде бывших производственных цехов и административного здания остаются не распроданными.

## Деятельность
На российском рынке башенных кранов в 2006 году ООО «Одинцовский машиностроительный завод» занимает третье место — 10 % рынка (38 ед), в 2007 году на рынке башенных кранов ООО «Одинцовский машиностроительный завод» занимает четвёртое — 6 % рынка (32ед). За 2008 год ООО «Одинцовский машиностроительный завод» в 2008 году заняло 4-е место — 5 % рынка (23 ед).

### Структура и производство
В результате расширения, на заводе было установлено два токарных и один фрезерный обрабатывающие металлорежущие центры корейской фирмы DOOSAN, гибочный станок с ЧПУ турецкой фирмы DURMA, две газо-резательные машины с ЧПУ шведской фирмы ESAB, горизонтально-расточной станок с ЧПУ чешской фирмы Škoda, дробеструйная установка и покрасочная камера немецкой фирмы KIESS.
После закрытия производства башенных кранов большая часть станков демонтирована и ушла в металлолом.

### Руководство и собственники
Предприятие входит в состав ЗАО «Машстройиндустрия», которое является управляющей компанией машиностроительного комплекса Группы Компаний «СУ-155». Основным владельцем «СУ-155» является председатель её совета директоров Михаил Балакин.
ЗАО «Машстройиндустрия» было образовано в ноябре 2002 года.
Оно объединило в себе следующие заводы: ОАО «Строммашина» (г. Кохма), ООО «Одинцовский Механический Завод», ООО «Машиностроительный завод» (г. Вичуга), ООО «Лифтек» (г. Видное), ООО «КранЭлектро» (г. Москва), ОАО «Щербинский лифтостроительный завод».
В августе 2009 года в Московский Арбитражный суд поступил иск о банкротстве компании ЗАО «Машстройиндустрия» в связи с задолженностью в размере 16 млн рублей, поданный ростовской компанией по производитству металлопроката «Инпром». Арбитраж Нижегородской области в феврале 2009 года удовлетворил иск нижегородского филиала «Инпрома» и решение вступило в силу.
В 2009 году один из кранов КБ-515 был продан для восстановления Саяно-Шушенской ГЭС. В сентябре предприятие выиграло тендер в г. Минск на поставку КБ-415. В 2010 году предприятие планирует выполнить несколько заказов. Однако, на фоне общего кризиса и спада в строительной отрасли, общее количество произведённых кранов предприятием сократилось во много раз.

### Продукция
Предприятие производит:
- башенные краны КБ-415, КБ-420, КБ-415.07, КБ-515, КБ-515.05, КБ-585;
- автомобильные гидравлические краны КС-6575 грузоподъёмностью 50 т;
- подъёмники мачтовые строительные ПМГ-01
- подъёмники реечные грузовые ПРГП-01;
- кран-балки грузоподъёмностью до 10 т и шириной пролета до 24 м;
- машины и оборудование для строительной индустрии;
- металлоформы различной сложности;
- металлоконструкции различной сложности;
- линии по производству железобетонных изделий;
- гидроцилиндры для строительной техники;
- шламовые задвижки для цементной промышленности;
- грузы балластные для нефтегазового комплекса;
- чугунное и стальное литьё;
- бытовки строительные;
- малые архитектурные формы;
- закладные детали, профнастил, метизы, шкафы металлические различного назначения, спецодежда.

### Награды
- В 2005 году Администрацией Одинцовского района машиностроительному заводу было присвоено почетное звание «Предприятие года»[13].